# Phalacrocera replicata
Phalacrocera replicata is een tweevleugelige uit de familie van de buismuggen (Cylindrotomidae). De soort komt voor in het Palearctisch en Nearctisch gebied.